# Silene andryalifolia
Silene andryalifolia är en nejlikväxtart som beskrevs av Auguste Nicolas Pomel. Silene andryalifolia ingår i släktet glimmar, och familjen nejlikväxter. Inga underarter finns listade i Catalogue of Life.